# All-Ireland Senior Football Championship 1941
L'All-Ireland Senior Football Championship 1941 fu l'edizione numero 55 del principale torneo di calcio gaelico irlandese. Kerry batté in finale Galway ottenendo il quindicesimo trionfo della sua storia.

## Semifinali
| Dublino 10 agosto 1941 | Kerry | 0-04 – 0-04 | Dublino | Croke Park |

| Tralee 17 agosto 1941 | Kerry | 2-09 – 0-03 | Dublino |  |

| Dublino 17 agosto 1941 | Galway | 1-12 – 1-04 | Cavan | Croke Park |

### Finale
| Dublino 7 settembre 1941, ore 15:30 BST | Kerry | 1-08 – 1-07 | Galway | Croke Park (45512 spett.) |